# The Best New Horror: Volume 11
The Best New Horror: Volume 11 är den elfte volymen i antologiserien med samma namn. Den publicerades 1994 på det brittiska bokförlaget Robinson och i USA på Carroll & Graf.
Vissa av novellerna har prisbelönats; se nedan.

## Innehåll
- "Introduction: Horror in 1999" av Stephen Jones
- "Halloween Street" av Steve Rasnic Tem
- "Others (excerpt)" av James Herbert
- "Growing Things" av T. E. D. Klein
- "Unhasped" av David J. Schow
- "The Emperor's Old Bones" av Gemma Files (International Horror Guild Award 1999)[1]
- "The Entertainment" av Ramsey Campbell
- "Harlequin Valentine" av Neil Gaiman
- "The Stunted House" av Terry Lamsley
- "Just Like Eddy" av Kim Newman
- "The Long Hall on the Top Floor" av Caitlín R. Kiernan
- "Lulu" av Thomas Tessier
- "The Ballyhooly Boy" av Graham Masterton
- "Welcome" av Michael Marshall Smith
- "Burden" av Michael Marano
- "Naming the Dead" av Paul J. McAuley
- "Aftershock" av F. Paul Wilson
- "A Fish Story" av Gene Wolfe
- "Jimmy" av David Case
- "White" av Tim Lebbon (British Fantasy Award 2000)[2]
- "Pork Pie Hat" av Peter Straub
- "Tricks & Treats: One Night on Halloween Street" av Steve Rasnic Tem
- "Necrology: 1999" av Stephen Jones och Kim Newman